# Воложа (приток Колпинки)
Воложа — река в России, протекает по Парфинскому району Новгородской области, у истока небольшой участок русла находится в Крестецком районе. Река вытекает из болота Невий Мох, устье реки находится в 3 км от устья Колпинки по правому берегу. Длина реки составляет 34 км. Около устья ширина реки — 20 метров, глубина — 1,5 метра.
В Воложу слева впадает много притоков.
На реке стоят деревни Ободово, Подчесье, Залесье, Малые Бучки, Большие Бучки, Почаево, Сельцо, Рябутки, Ростани, Сучки и Ивашово Лажинского сельского поселения.

## Данные водного реестра
По данным государственного водного реестра России относится к Балтийскому бассейновому округу, водохозяйственный участок реки — Бассейн оз. Ильмень без рр. Мста, Ловать, Пола и Шелонь, речной подбассейн реки — Волхов. Относится к речному бассейну реки Нева (включая бассейны рек Онежского и Ладожского озера).
Код объекта в государственном водном реестре — 01040200512102000021821.

## Топографические карты
- Лист карты O-36-64 Лажины. Масштаб: 1 : 100 000. Состояние местности на 1989 год. Издание 1996 г.
- Лист карты O-36-65 Мокрый Остров. Масштаб: 1 : 100 000. Состояние местности на 1982 год. Издание 1986 г.